# Joseph Kaï
Joseph Kai est un illustrateur et auteur de bande dessinée libanais. Le genre et l'exil sont ses thèmes de prédilection. En 2021, il a publié L’Intranquille, son premier roman graphique chez Casterman et fait partie du collectif d'auteur.ice.s Samandal Comics avec lequel il édite des ouvrages collectifs et individuels dont, le plus récent, Cutes - collected queer and trans* comics en 2023. Joseph a récemment exposé à l'Institut du Monde Arabe à Paris, dans le cadre de l'exposition Les révolutions de l'amour et à la galerie That's What X Said en solo, une collection de dessins à l'encre intitulée I never asked to be so sad and so sexy.

## Biographie
Joseph Kai est né au Liban en 1989. Il a étudié à l'Académie Libanaise des Beaux-Arts (ALBA) à Beyrouth, où il a obtenu un master en illustration et bande dessinée en 2012, sous la supervision de Michèle Standjofski. Il a également étudié au Conservatoire National Supérieur de Musique du Liban, obtenant un diplôme de piano en 2017.

## Bande dessinée

### Samandal Comics
En 2009, Joseph Kai rejoint le collectif de bande-dessinée Samandal créé en 2007 et pour lequel il devient directeur de la publication. Cette même année, en décembre, une édition de Samandal est financée par le ministère libanais de la culture dans le cadre de la campagne Beirut: capitale des livres. Cette édition fait pourtant l'objet d'une amende de 20,000$ pour deux histoires, Ecce Homo dans laquelle un centurion romain tue un légionnaire après avoir eu des relations homosexuelles avec lui, pour ensuite blâmer les chrétiens du crime, et Recipes for Lebanese Revenge, dans laquelle un imam et un prêtre sont brûlés.
Sauvée par une campagne de financement participatif en 2015, Samandal décide de publier son édition 2016 d'abord en France puis en Liban afin de minimisé les risques juridiques. La publication passe aussi d'un rythme trimestriel à annuel.
Il obtient au sein de ce collectif, avec Barack Rima, Lena Merhej, Raphaëlle Macaron, Nour Hifaoui, Karen Keyrouz et Tracy Chahwan le prix de la BD alternative d'Angoulême en 2019,.
Outre ses publications, le collectif organise des ateliers d'initiation à la création de bande dessinée, des concerts dessinés, et participe régulièrement aux foires et festivals de la bande dessinée, du print et du livre en général au Liban, en France, en Égypte, en Allemagne, en Algérie, en Italie et récemment en Grèce.

### L'Intranquille
À la suite d'une résidence à la Cité internationale des arts, Joseph Kai publie en 2021 L'Intranquille, un roman graphique autofictionnel évoquant l'anxiété, la corruption, les violences systémiques envers les minorités au Liban, le chômage et la dégradation de l'environnement. Le roman, dans un style narratif expérimental mêlant la réalité, le rêve, le fantasme sexuel et le virtuel évoque aussi la question de l'autocensure, du doute, et de la responsabilité des artistes à prendre la parole.
L'Intranquille est traduit en anglais en 2023 sous le titre Restless et obtient en 2024 le Prix Mahmoud Kahil pour le roman graphique arabe, ainsi que la bourse French Authors on Tour décernée à son éditeur américain Street Noise Books pour une tournée au Nord des États-Unis.

### Expositions
- La Galerie de la Bande Dessinée, Bruxelles 2023[12]
- Habib.t.i: Les révolutions de l'amour, Institut du Monde Arabe, 2022-2023[5],[13]
- I never asked to be so sad and so sexy, That's What X Said Gallery, Bruxelles, 2023[14]
- Miracles, Un Singe en Hiver, Dijon 2021

### Œuvres
- CUTES: Collected Queer and Trans Comics, DISTANZ Verlag, 2023 (ISBN 978-3-95476-557-7)
- Joseph Kai, L'intranquille, Casterman, 2021 (ISBN 978-2-203-22591-6)